# Grande Prêmio da Alemanha de 1999
Resultados do Grande Prêmio da Alemanha de Fórmula 1 realizado em Hockenheim em 1º de agosto de 1999. Décima etapa da temporada, nele ocorreu uma dobradinha da Ferrari entre o britânico Eddie Irvine e o finlandês Mika Salo com o alemão Heinz-Harald Frentzen em terceiro pela Jordan-Mugen/Honda.

## Resumo
Primeiro pódio de Mika Salo na Fórmula 1 e seu melhor resultado na categoria.

## Classificação da prova
| Pos.   | Nº | Piloto                | Construtor         | Voltas | Tempo/Diferença | Grid | Pontos |
| ------ | -- | --------------------- | ------------------ | ------ | --------------- | ---- | ------ |
| 1      | 4  | Eddie Irvine          | Ferrari            | 45     | 1:21:58.594     | 5    | 10     |
| 2      | 3  | Mika Salo             | Ferrari            | 45     | + 1.007         | 4    | 6      |
| 3      | 8  | Heinz-Harald Frentzen | Jordan-Mugen/Honda | 45     | + 5.195         | 2    | 4      |
| 4      | 6  | Ralf Schumacher       | Williams-Supertec  | 45     | + 12.809        | 11   | 3      |
| 5      | 2  | David Coulthard       | McLaren-Mercedes   | 45     | + 16.823        | 3    | 2      |
| 6      | 18 | Olivier Panis         | Prost-Peugeot      | 45     | + 29.879        | 7    | 1      |
| 7      | 10 | Alexander Wurz        | Benetton-Playlife  | 45     | + 33.333        | 13   |        |
| 8      | 11 | Jean Alesi            | Sauber-Petronas    | 45     | + 1:11.291      | 21   |        |
| 9      | 21 | Marc Gené             | Minardi-Ford       | 45     | + 1:48.318      | 15   |        |
| 10     | 20 | Luca Badoer           | Minardi-Ford       | 44     | + 1 volta       | 19   |        |
| 11     | 17 | Johnny Herbert        | Stewart-Ford       | 40     | Câmbio          | 17   |        |
| Ret    | 14 | Pedro de La Rosa      | Arrows             | 37     | Acidente        | 20   |        |
| Ret    | 1  | Mika Häkkinen         | McLaren-Mercedes   | 25     | Pneu estourado  | 1    |        |
| Ret    | 5  | Alessandro Zanardi    | Williams-Supertec  | 21     | Diferencial     | 14   |        |
| Ret    | 23 | Ricardo Zonta         | BAR-Supertec       | 20     | Motor           | 18   |        |
| Ret    | 15 | Toranosuke Takagi     | Arrows             | 15     | Motor           | 22   |        |
| Ret    | 7  | Damon Hill            | Jordan-Mugen/Honda | 13     | Freios          | 8    |        |
| Ret    | 19 | Jarno Trulli          | Prost-Peugeot      | 10     | Motor           | 9    |        |
| Ret    | 9  | Giancarlo Fisichella  | Benetton-Playlife  | 7      | Suspensão       | 10   |        |
| Ret    | 16 | Rubens Barrichello    | Stewart-Ford       | 6      | Pane hidráulica | 6    |        |
| Ret    | 22 | Jacques Villeneuve    | BAR-Supertec       | 0      | Colisão         | 12   |        |
| Ret    | 12 | Pedro Paulo Diniz     | Sauber-Petronas    | 0      | Colisão         | 16   |        |
| Fonte: |    |                       |                    |        |                 |      |        |

## Tabela do campeonato após a corrida
| Pos. | Piloto                | Pontos |
| ---- | --------------------- | ------ |
| 1    | Eddie Irvine          | 52     |
| 2    | Mika Häkkinen         | 44     |
| 3    | Heinz-Harald Frentzen | 33     |
| 4    | Michael Schumacher    | 32     |
| 5    | David Coulthard       | 30     |

| Pos. | Construtor         | Pontos |
| ---- | ------------------ | ------ |
| 1    | Ferrari            | 90     |
| 2    | McLaren-Mercedes   | 74     |
| 3    | Jordan-Mugen/Honda | 38     |
| 4    | Williams-Supertec  | 22     |
| 5    | Benetton-Playlife  | 16     |

- Nota: Somente as primeiras cinco posições estão listadas.